# Borja Lasso
Francisco Borja Lasso de la Vega Gayán, noto semplicemente come Borja Lasso (Siviglia, 1º gennaio 1994), è un ex calciatore spagnolo, di ruolo centrocampista.

## Caratteristiche tecniche
È una esterno sinistro.

## Carriera
Cresciuto nelle giovanili del Siviglia, ha esordito in prima squadra il 30 novembre 2016 in occasione del match di Coppa del Re vinto 5-1 contro il Formentera.
Nel gennaio 2018 è stato ceduto in prestito all'Osasuna.